# La proprietà in comune
La proprietà in comune (The Fair-Haired Hare) è un film del 1951 diretto da Robert McKimson. È un cortometraggio animato della serie Looney Tunes, prodotto dalla Warner Bros. e uscito negli Stati Uniti il 14 aprile 1951. I protagonisti del cartone animato sono Bugs Bunny e Yosemite Sam.